# Anenaria rubiginea
Anenaria rubiginea är en skalbaggsart som beskrevs av Dewailly 1950. Anenaria rubiginea ingår i släktet Anenaria och familjen Melolonthidae. Inga underarter finns listade i Catalogue of Life.